# В
В, в (cursiva В, в) es la tercera letra del alfabeto cirílico. 

## Orígenes
Junto con la Б del alfabeto cirílico, esta letra es derivada de la letra beta del alfabeto griego.

## Uso
A pesar de parecer mucho a la B del alfabeto latino, la В cirílica representa el sonido /v/, que aunque no común para muchos de los hispanohablantes, es importante en otras lenguas, en este caso las que utilizan el alfabeto cirílico en la creación de pares mínimos. En ruso también puede representar el fonema /f/ al final de una sílaba, por ejemplo en el apellido Gorbachov (pronunciado por ende Gorbachof).

### Sistema numeral cirílico
En la antigüedad, en el sistema numeral cirílico, esta letra tenía el valor numérico 2.

## Tabla de códigos
| Codificación de caracteres | Tipo      | Decimal | Hexadecimal | Octal  | Binario             |
| -------------------------- | --------- | ------- | ----------- | ------ | ------------------- |
| Unicode                    | Mayúscula | 1042    | 0412        | 002022 | 0000 0100 0001 0010 |
| Unicode                    | Minúscula | 1074    | 0432        | 002062 | 0000 0100 0011 0010 |
| ISO 8859-5                 | Mayúscula | 178     | B2          | 262    | 1011 0010           |
| ISO 8859-5                 | Minúscula | 210     | D2          | 322    | 1101 0010           |
| KOI 8                      | Mayúscula | 247     | F7          | 367    | 1111 0111           |
| KOI 8                      | Minúscula | 215     | D7          | 327    | 1101 0111           |
| Windows 1251               | Mayúscula | 194     | C2          | 302    | 1100 0010           |
| Windows 1251               | Minúscula | 226     | E2          | 342    | 1110 0010           |
Sus códigos HTML son: &#1042; o &#x412; para la minúscula y &#1074; o &#x432; para la minúscula.